# بويوزوران التحتاني (آيت تيملي)
بويوزوران التحتاني هو دُوَّار يقع بجماعة آيت سيدي داود، إقليم الحوز، جهة مراكش آسفي في المملكة المغربية. ينتمي الدوّار لمشيخة آيت تيملي التي تضم 6 دواوير. يقدر عدد سكانه بـ 628 نسمة حسب الإحصاء الرسمي للسكان والسكنى لسنة 2004.

## روابط خارجية
- البوابة الوطنية للجماعات الترابية نسخة محفوظة 12 مارس 2018 على موقع واي باك مشين.
- المندوبية السامية للتخطيط